# Blue Earth (Minnesota)
Blue Earth – miasto w Stanach Zjednoczonych, w stanie Minnesota, siedziba administracyjna hrabstwa Faribault.